# 京型仏壇
京型仏壇（きょうがたぶつだん）は、元々は京都市で製作される金仏壇の型のひとつ。現在製作される京型仏壇の大部分は京都以外の地で製作されたものであり、京仏壇とは同義ではない。

## 特徴
台輪に金具を使用せず、塗りを重視した仕上げ。伊達紐が上台両脇に付く。比較的どの地域の仏壇店でも見ることが出来る。

## 主要生産地
- 日本 広島県広島市（広島仏壇）
- 日本 鹿児島県川辺郡川辺町（川辺仏壇）
- 中国 上海